# Prince He de Changyi
Le Prince He de Changyi (chinois : 昌邑王贺; pinyin : Changyi wáng he) (mort en 59 av. J.-C.) a été  empereur de la dynastie des Han pendant 27 jours en 74 av. J.-C. mais est omis de la liste officielle des empereurs Han.
Son nom personnel était Liu He (刘贺, Liu He). Il est aussi fréquemment appelé par les historiens chinois le marquis de Haihun (chinois : 海昏侯), du nom d'un fief dans la province moderne de Jiangxi.

## Biographie
Liu He était le petit-fils d'une concubine de l'empereur Wu et sa famille avait reçu comme fief le royaume de Changyi dans le Shandong. Il succéda à son oncle Han Zhaodi à l'âge de 18 ans mais il a rapidement été déposé par le régent Huo Guang qui craignait de perdre son pouvoir. Après sa destitution, il est décrit par ses contemporains comme un mauvais souverain, ne respectant pas le deuil impérial et ignorant le sort de ses sujets. Accusés de ne pas avoir su le contrôler, la plupart de ses conseillers furent exécutés et Liu He dut d'abord retourner dans son palais de Changyi où il vécut avec 183 esclaves et 16 épouses. Ce n'est que 10 ans plus tard qu'il reçoit le fief de Haihun en Chine méridionale avec 4 000 foyers. Il meurt quatre ans plus tard à l'âge de 33 ans.

## La tombe
La tombe du marquis de Haihun a été découverte en 2011 dans le nord de Xinjian dans la province du Jiangxi. N'ayant pas été pillée mais ayant été conservée par l'eau de la nappe phréatique, c'est la tombe la mieux préservée de l'époque des Hans occidentaux. Elle forme une immense nécropole sur plus de quatre hectares avec un mur d'enceinte, une route, des temples pour les rites funéraires, des logements pour le personnel et sept autres petites tombes qui prennent la forme de butte mais qui ont déjà été pillées.
La tombe principale possède une salle en bois de 400 m² qui sert d'espace funéraire. La chambre du défunt se trouve au centre, entourée par des compartiments pour les offrandes. Elles incluent notamment plus de 10 tonnes de pièces de monnaie de bronze, percées au centre et initialement regroupées mille par mille par des cordelettes, et également près de 400 lingots et plaquettes en or et plus de 10 000 objets (instruments de musique, vaisselle, récipients contenant de la nourriture, lampes en forme d'oie, ornements en jade, armes, statuettes). Le nom de Liu He apparaît sur un sceau en jade, des plaquettes et des lettres à l'empereur. Les éléments les plus intéressants sont un paravent en bois laqué avec une des plus anciennes représentations de Confucius et des manuscrits écrits sur des lamelles de bambou : les Entretiens de Confucius, le Livre des rites et le Livre des mutations dans des versions particulièrement anciennes. A l'ouest de la tombe, 20 chevaux tirant cinq chariots ont été sacrifiés.
Les ruines de sa capitale, Zijin, ont également été retrouvées. Elle s'étendait sur une surface de 3,6 km² derrière une double enceinte et comportait un palais de 12 hectares.

Objets trouvés dans la tombe
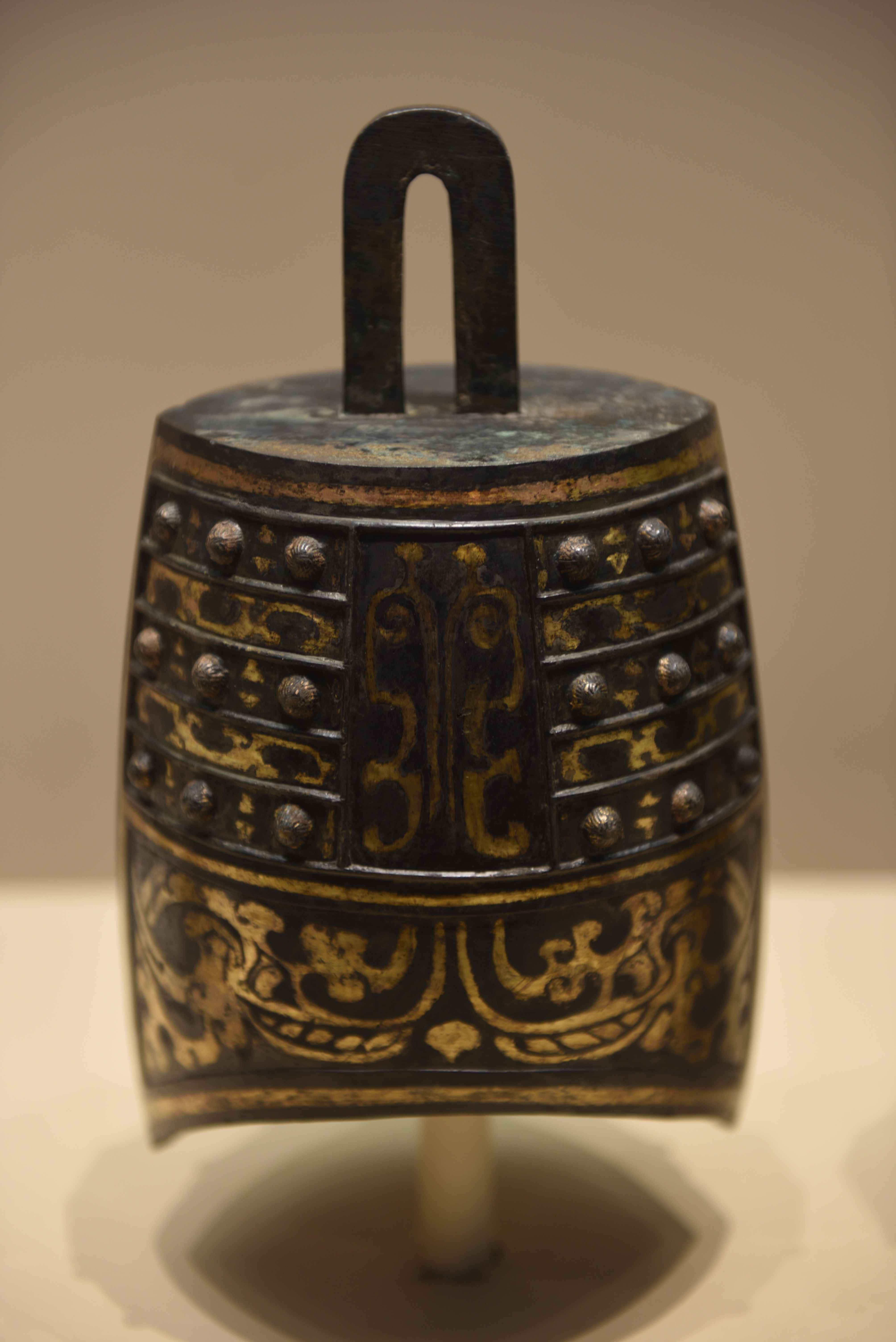
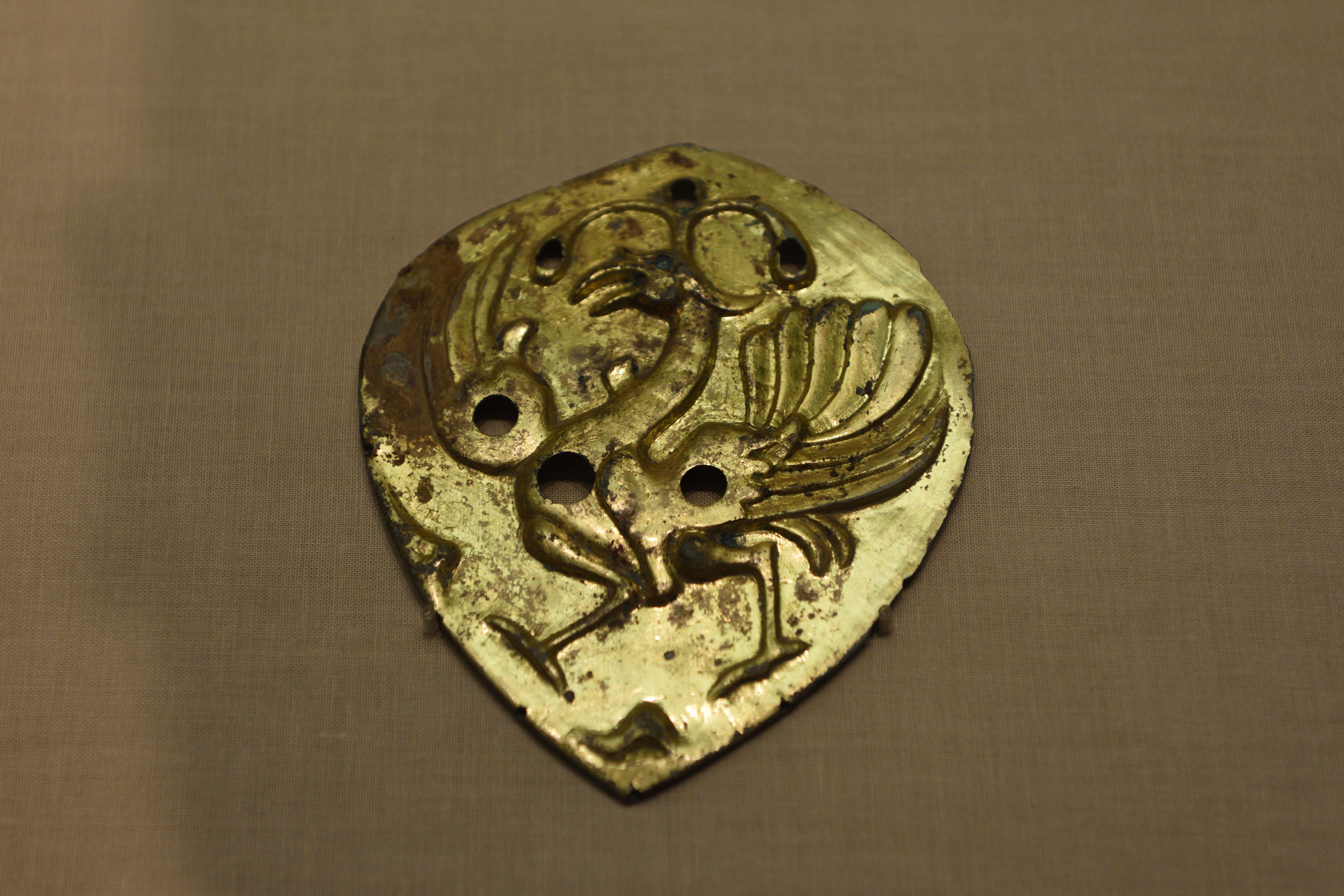
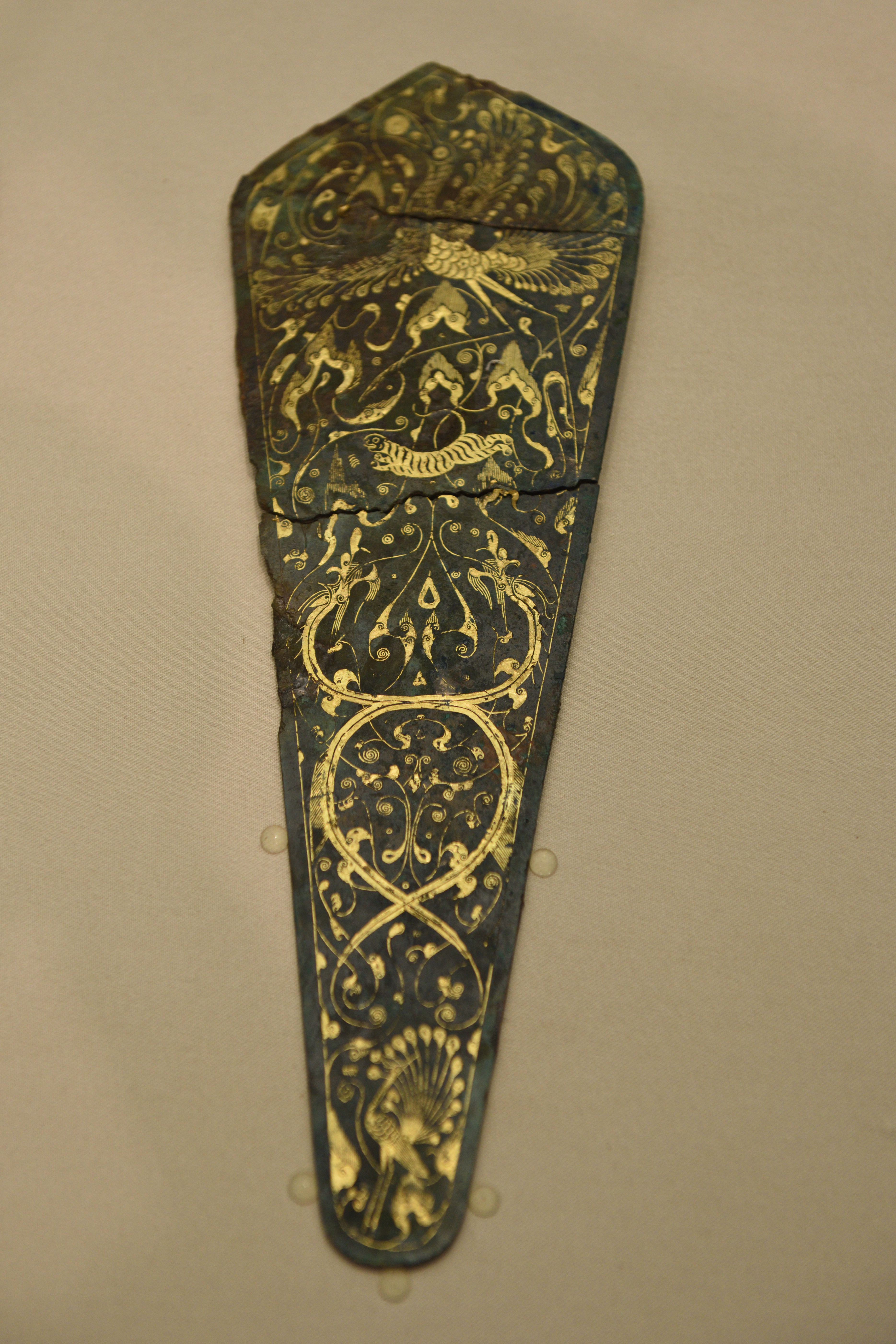
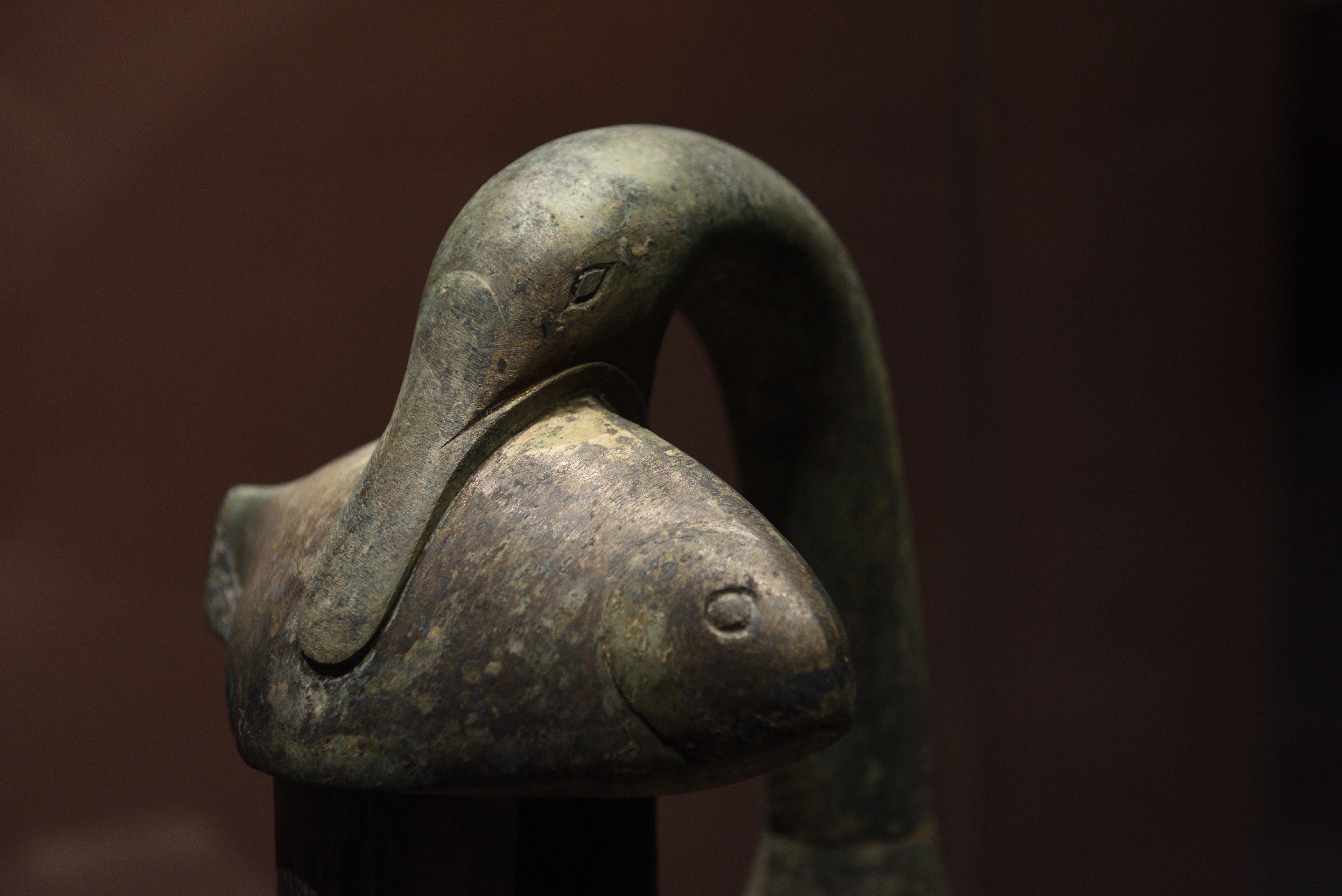
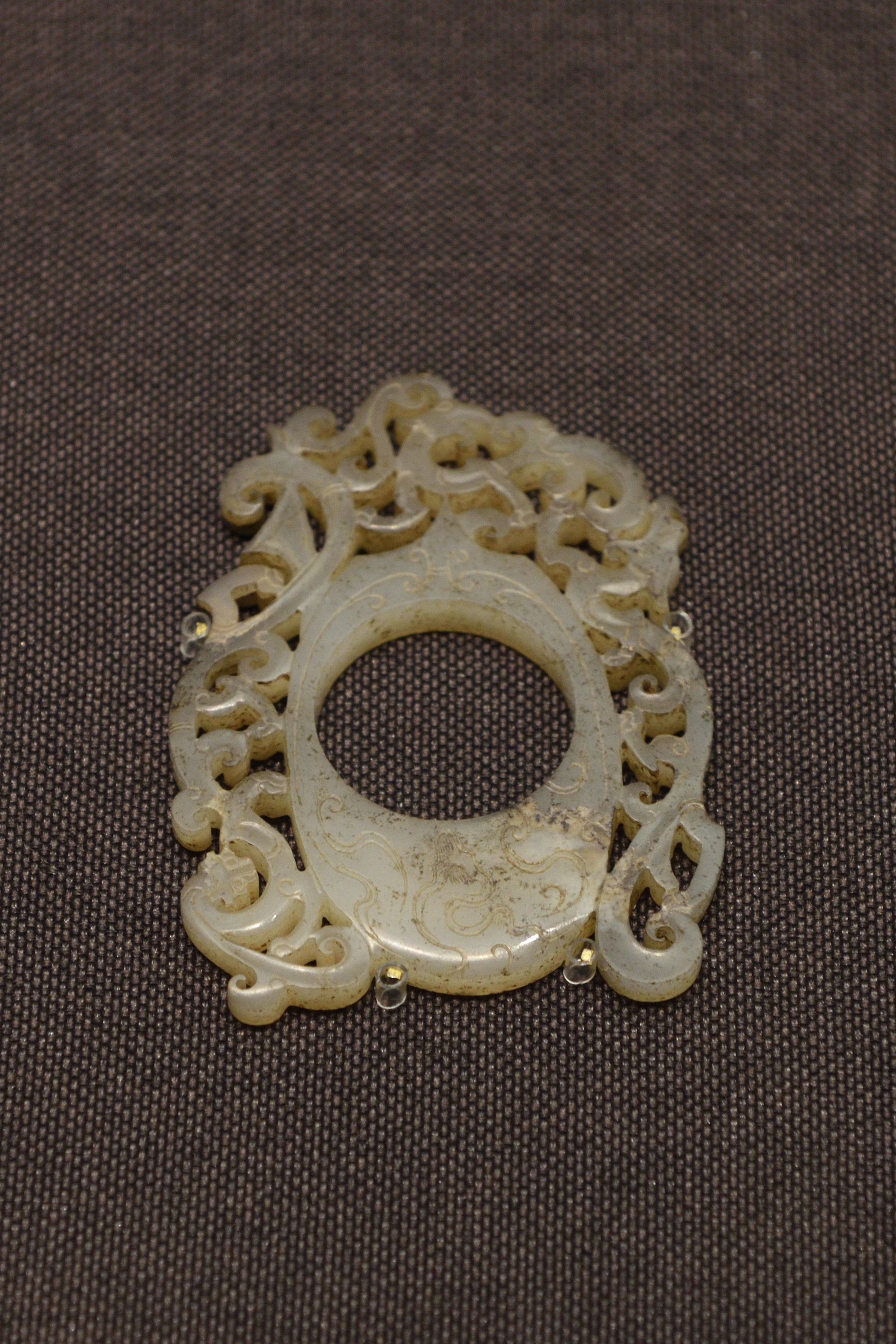